# Rahta Pimplas
Rahta Pimplas è una città dell'India di 19.024 abitanti, situata nel distretto di Ahmednagar, nello stato federato del Maharashtra. In base al numero di abitanti la città rientra nella classe IV (da 10.000 a 19.999 persone).

## Geografia fisica
La città è situata a 19° 44' 29 N e 74° 28' 49 E.

## Società

### Evoluzione demografica
Al censimento del 2001 la popolazione di Rahta Pimplas assommava a 19.024 persone, delle quali 9.695 maschi e 9.329 femmine. I bambini di età inferiore o uguale ai sei anni assommavano a 2.433, dei quali 1.263 maschi e 1.170 femmine. Infine, coloro che erano in grado di saper almeno leggere e scrivere erano 13.732, dei quali 7.677 maschi e 6.055 femmine.